# Divize A 1975/1976
V soubojích 11. ročníku České divize A 1974/75 se utkalo 14 týmů dvoukolovým systémem podzim - jaro. Tento ročník začal v srpnu 1975 a skončil v červnu 1976.

## Nové týmy v sezoně 1975/76
Z 3. ligy – sk. A 1974/75 sestoupila do Divize A mužstva TJ Slavia Karlovy Vary a TJ Rudá hvězda Sušice. Z krajských přeborů ročníku 1974/75 postoupilo vítězné mužstvo TJ Rudá hvězda Domažlice ze Západočeského krajského přeboru a TJ Spartak Písek ze Jihočeského krajského přeboru.

## Výsledná tabulka
| Poř. | Tým                       | Z  | V  | R  | P  | VG | OG | B  |
| ---- | ------------------------- | -- | -- | -- | -- | -- | -- | -- |
| 1.   | TJ Slavia Karlovy Vary    | 26 | 15 | 6  | 5  | 55 | 28 | 36 |
| 2.   | TJ ZVVZ Milevsko          | 26 | 12 | 8  | 6  | 31 | 17 | 32 |
| 3.   | TJ Tatran Prachatice      | 26 | 12 | 8  | 6  | 42 | 35 | 32 |
| 4.   | VTJ Tábor „B“             | 26 | 10 | 10 | 6  | 40 | 32 | 30 |
| 5.   | TJ Rudá hvězda Sušice     | 26 | 9  | 10 | 7  | 38 | 29 | 28 |
| 6.   | TJ ČZ Strakonice          | 26 | 11 | 5  | 10 | 30 | 24 | 27 |
| 7.   | TJ Škoda Plzeň "B"        | 26 | 10 | 7  | 9  | 29 | 26 | 27 |
| 8.   | TJ Rudá hvězda Domažlice  | 26 | 8  | 10 | 8  | 37 | 31 | 26 |
| 9.   | TJ Lokomotiva Plzeň       | 26 | 8  | 7  | 11 | 32 | 38 | 23 |
| 10.  | TJ ČSAD Plzeň             | 26 | 6  | 11 | 9  | 27 | 33 | 23 |
| 11.  | TJ Škoda České Budějovice | 26 | 7  | 8  | 11 | 27 | 36 | 22 |
| 12.  | TJ Dynamo ZČE Plzeň       | 26 | 10 | 2  | 14 | 30 | 44 | 22 |
| 13.  | TJ Spartak Písek          | 26 | 7  | 7  | 12 | 28 | 41 | 21 |
| 14.  | TJ Sokol Staňkov          | 26 | 6  | 3  | 17 | 25 | 52 | 15 |

Poznámky:
- Z = Odehrané zápasy; V = Vítězství; R = Remízy; P = Prohry; VG = Vstřelené góly; OG = Obdržené góly; B = Body

|  | Postup do 3. ligy – sk. A 1976/77                |
|  | Sestup do příslušného oblastního přeboru 1976/77 |